# Tydje församling
Tydje församling var en församling i Karlstads stift i nuvarande Åmåls kommun. Församlingen uppgick vid en tidpunkt mellan 1867 och 1870 i Tösse församling.

## Administrativ historik
Församlingen har medeltida ursprung och var till dess att den införlivades annexförsamling i pastoratet Tösse, Tydje  och Ånimskog. Församlingen uppgick vid en tidpunkt mellan 1867 och 1870 i Tösse församling.